# Blue for You
Albums de Status Quo
On the Level
(1975) Live!
(1977)
Singles
1. Rain
Sortie : 6 février 1976
2. Mystery Song
Sortie : 2 juillet 1976

Blue for You est le 9e album studio du groupe anglais Status Quo. Il est paru le 23 mars 1976 sur le label Vertigo Records et est produit par le groupe.

## Historique
Cet album fut enregistré en décembre 1975 et janvier 1976 dans les studios Phonogram de Londres. Il est le dernier album du groupe produit par le groupe (avec l'assistance de l'ingénieur du son Damon Lyon-Shaw) jusqu'à la sortie de l'album Just Supposin' en 1980.
Le clavieriste Andy Bown joue du piano sur les titres Mad About the Boy et Ease Your Mind, il deviendra en 1982 un membre à part entière du groupe.
La sortie de l'album en mars 1976, fut devancée par la sortie du single Rain en février 1976. Ce single se classa à la 7e place des UK Singles Chart. Mystery Song, deuxième single issu de cet album, paraîtra en juillet 1976 et se classa à la 11e place. Ces deux singles sont signés et chantés par Rick Parfitt
L'album entra directement à la première place des charts britanniques, il y restera classé trente semaines dont trois à la première place. En France il resta classé soixante deux semaines et atteindra la 4e place du classement des meilleures ventes de disques. Au Canada, Capitol Records sortira cet album sous le nom de Status Quo. Il fera une courte apparition de deux semaines dans le classement du RPM Magazine et atteindra la 85e place. Il est le premier album du groupe classé dans les charts canadiens.
Blue for You sera certifié disque d'or au Royaume-Uni et en France pour respectivement plus de 100 000 albums vendus.
Cet album sera réédité en 2005 avec cinq titres bonus et en 2017 sous sa version Deluxe, soit en double album avec quatorze titres bonus (single, face-b de single , démos, titres en public)

## Liste des titres
Face 1
| No | Titre                 | Auteur                        | Chant     | Durée |
| -- | --------------------- | ----------------------------- | --------- | ----- |
| 1. | Is There a Better Way | Alan Lancaster, Francis Rossi | Lancaster | 3:30  |
| 2. | Mad About the Boy     | Rossi, Robert Young           | Rossi     | 3:32  |
| 3. | Ring of Change        | Rossi, Young                  | Rossi     | 4:21  |
| 4. | Blue for You          | Lancaster                     | Lancaster | 4:15  |
| 5. | Rain                  | Rick Parfitt                  | Parfitt   | 4:20  |

Face 2
| No | Titre          | Auteur           | Chant     | Durée |
| -- | -------------- | ---------------- | --------- | ----- |
| 6. | Rolling Home   | Lancaster, Rossi | Rossi     | 3:05  |
| 7. | That's a Fact  | Rossi, Young     | Rossi     | 4:22  |
| 8. | Ease Your Mind | Lancaster        | Lancaster | 3:30  |
| 9. | Mystery Song   | Parfitt, Young   | Parfitt   | 6:44  |

Titres bonus de la réédition 2005
| No  | Titre                                                      | Auteur                       | Chant   | Durée |
| --- | ---------------------------------------------------------- | ---------------------------- | ------- | ----- |
| 10. | You Lost the Love (Face-B du single Rain)                  | Rossi, Young                 | Rossi   | 3:01  |
| 11. | Mistery Song (Single version)                              | Parfitt, Young               | Parfitt | 3:58  |
| 12. | Wild Side of Life (Single)                                 | Arlie Carter, William Warren | Rossi   | 3:15  |
| 13. | All Through the Night (Face-B du single Wild Side of Life) | Rossi, Lancaster             | Rossi   | 3:20  |
| 14. | Wild Side of Life (Démo)                                   | Carter, Warren               | Rossi   | 3:49  |

### Cd Bonus Deluxe Edition 2017
| No | Titre                                                      | Auteur           | Durée |
| -- | ---------------------------------------------------------- | ---------------- | ----- |
| 1. | You Lost the Love (Face-B du single Rain)                  | Rossi, Young     | 3:01  |
| 2. | Mistery Song (Single version)                              | Parfitt, Young   | 3:58  |
| 3. | Wild Side of Life (Single)                                 | Carter, Warren   | 3:15  |
| 4. | All Through the Night (Face-B du single Wild Side of Life) | Rossi, Lancaster | 3:20  |
| 5. | Wild Side of Life (Démo)                                   | Carter, Warren   | 3:49  |

Live at Trentham Gardens, Stoke, 1975
| No | Titre            | Auteur                                                   | Durée |
| -- | ---------------- | -------------------------------------------------------- | ----- |
| 6. | Most of the Time | Rossi, Young                                             | 3:21  |
| 7. | Roadhouse Blues  | Jim Morrison, Ray Manzarek, Robby Krieger, John Densmore | 12:48 |

Live at Koseinenkin Hall, Osaka, 1976
| No  | Titre                 | Auteur                                         | Durée |
| --- | --------------------- | ---------------------------------------------- | ----- |
| 8.  | Bye Bye Johnny        | Chuck Berry                                    | 6:38  |
| 9.  | Caroline              | Rossi, Young                                   | 4:36  |
| 10. | In My Chair           | Rossi, Young                                   | 3:31  |
| 11. | Roll Over Lay Down    | Rossi, Young, Parfitt, Lancaster, John Coghlan | 6:09  |
| 12. | Is There a Better Way | Lancaster, Rossi                               | 3:43  |
| 13. | Rain                  | Parfitt                                        | 4:37  |

| No  | Titre                                      | Auteur         | Durée |
| --- | ------------------------------------------ | -------------- | ----- |
| 14. | Honky Tonk Angel (Démo (Wild Side of Life) | Carter, Warren | 3:51  |

## Musiciens
Status Quo
- Francis Rossi : chant, guitare solo et rythmique.
- Rick Parfitt : chant, guitare rythmique.
- Alan Lancaster : chant, basse.
- John Coghlan : batterie, percussions.

Musiciens additionnels
- Robert Young : harmonica sur Rolling Home.
- Andy Bown : piano sur Mad About the Boy et Ease Your Mind.

## Charts et certifications

### Album
Charts
| Pays                                 | Durée du classement | Meilleur classement | Date         |
| ------------------------------------ | ------------------- | ------------------- | ------------ |
| Allemagne (GfK Entertainment)        | 8 semaines          | 15e                 | 22 mars 1976 |
| Australie (ARIA Charts)              | 15 semaines         | 3e                  | 5 avril 1976 |
| Canada (RPM)                         | 2 semaines          | 85e                 | 12 juin 1976 |
| France (SNEP)                        | 62 semaines         | 4e                  | 26 mars 1976 |
| Nouvelle-Zélande (RMNZ Albums Top40) | 10 semaines         | 9e                  | 28 mai 1976  |
| Pays-Bas (MegaCharts)                | 12 semaines         | 2e                  | 6 mars 1976  |
| Royaume-Uni (UK Albums Chart)        | 30 semaines         | 1er                 | 14 mars 1976 |
| Suède (Sverigetopplistan)            | 8 semaines          | 3e                  | 15 mars 2023 |

Certifications
| Pays        | Certification | Ventes    | Date         |
| ----------- | ------------- | --------- | ------------ |
| France      | Or            | 100 000 + | 1977         |
| Royaume-Uni | Or            | 100 000 + | 1er mai 1976 |

### Singles
Rain
| Chart                 | durée du classement | Position | Date            |
| --------------------- | ------------------- | -------- | --------------- |
| (Single Top 100)      | 9 semaines          | 27e      | 1er mars 1976   |
| (V) (Ultratop)        | 6 semaines          | 10e      | 20 mars 1976    |
| (W) (Ultratop)        | 6 semaines          | 29e      | 17 avril 1976   |
| (Single Top 100)      | 16 semaines         | 22e      | 25 avril 1974   |
| (IRMA)                | 2 semaines          | 14e      | 11 mars 1976    |
| (Single Top 100)      | 5 semaines          | 5e       | 6 mars 1976     |
| (UK Singles Chart)    | 7 semaines          | 7e       | 29 février 1976 |
| (Schweizer Hitparade) | 8 semaines          | 8e       | 2 avril 1976    |

Mystery Song
| Chart               | durée du classement | Position | Date              |
| ------------------- | ------------------- | -------- | ----------------- |
| (Single Top 100)    | 5 semaines          | 38e      | 20 septembre 1976 |
| (V) (Ultratop)      | 4 semaines          | 21e      | 4 septembre 1976  |
| (W) (Ultratop)      | 5 semaines          | 28e      | 25 septembre 1976 |
| (Single Top 100)    | 4 semaines          | 15e      | 21 août 1976      |
| (UK Singles Chart)  | 9 semaines          | 11e      | 8 août 1976       |
| (Sverigetopplistan) | 3 semaines          | 13e      | 8 février 1977    |